# Инсейн (район Янгона)
Район Инсэйн (бирм. အင်းစိန်မြို့နယ်) расположен в северной части Янгона. Район состоит из 21 дистриктов и граничит с районом Швепьита на севере, районом Хлайнтхая на западе, районом Мингаладон на востоке и районом Майангон на юге. До 1990-х годов район Инсэйн находился за пределами городских границ, хотя к 1980-м годам он уже был интегрирован с остальной частью города. Он вошёл в состав Янгона в 1990-х годах во время расширения городских границ.

## Этимология
Слово «Инсэйн» означает «драгоценное озеро» на бирманском языке, это старое название озера Инья. Этимологические восходит к мон. အၚ်စိၚ် (/ɛŋ coiŋ/), что означает «слоновье озеро».

## История
Район Инсэйн был известным местом сражений во время гражданской войны в Бирме, разразившейся после обретения страной независимости от Великобритании в январе 1948 года. Повстанцы-карены дошли до Инсэйна в январе 1949 в попытке захватить Янгон и свергнуть бирманское правительство, однако они не смогли продвинуться дальше.

## Образование
В Инсэйне присутствует 33 начальных школы, десять средних школ и шесть средних. Здесь расположены крупнейшие образовательные учреждения, такие как Янгонский университет компьютерных наук, Каренская баптистская теологическая семинария, Теологический институт Мьянмы, Янгонский медико-технологический университет, Технологический университет Янгона.

## Здоровье
Общегородская больница Инсэйна является главным учреждением здравоохранения во всём Янгоне. Здесь также находятся крупные частные больницы Thiri Sandar Hosital Kwekabaw Hospital Kaung Hospital и KBC Hospital.

## Достопримечательности
Список достопримечательностей Инсэйна.
| Состав                                               | Тип         | Адрес                            | Примечания |
| ---------------------------------------------------- | ----------- | -------------------------------- | ---------- |
| Штаб-квартира Института животноводства и ветеринарии | Офис        |                                  |            |
| BEHS 1 Insein                                        | Школа       | Бахо-роуд, часть 4 (Минги-роуд)  |            |
| Департамент уголовных расследований (CID)            | Офис        | Нижняя Мингаладон-роуд           |            |
| Государственный технический институт, Инсэйн         | Колледж     | Нижняя Мингаладон-роуд           |            |
| Больница общего профиля Инсэйн                       | Больница    | Бахо-роуд, часть 4 (Минги-роуд)  |            |
| Институт теологии Мьянмы                             | Колледж     | Янгон-Инсэйн Роуд                |            |
| Офисный комплекс Su Paung Yon                        |             | Бахо-роуд, часть 4 (Минчжи-роуд) |            |
| Маленький Янгон                                      | Детский сад | улица Никбанда                   |            |